# Садова-Веке
Садова-Веке (рум. Sadova Veche) — село у повіті Караш-Северін в Румунії. Входить до складу комуни Слатіна-Тіміш.
Село розташоване на відстані 312 км на захід від Бухареста, 32 км на схід від Решиці, 100 км на південний схід від Тімішоари.

## Населення
За даними перепису населення 2002 року у селі проживала 301 особа.
Національний склад населення села:
| Національність | Кількість осіб | Відсоток |
| -------------- | -------------- | -------- |
| румуни         | 229            | 76,1%    |
| німці          | 70             | 23,3%    |

Рідною мовою назвали:
| Мова      | Кількість осіб | Відсоток |
| --------- | -------------- | -------- |
| румунська | 232            | 77,1%    |
| німецька  | 68             | 22,6%    |